# Mexipyrgus
Mexipyrgus là một chi ốc nước ngọt rất nhỏ, là động vật thân mềm chân bụng sống dưới nước thuộc họ Hydrobiidae.

## Các loài
Các loài thuộc chi Mexipyrgus bao gồm:
- Mexipyrgus churinceanus